# Baguio
Baguio is een onafhankelijke stad in het noorden van de Filipijnen. De stad is het regionale centrum van Cordillera Administrative Region. Bij de laatste census in 2007 had de stad bijna 302 duizend inwoners.
Baguio ligt op gemiddeld 1,540 meter boven zeeniveau in de ecoregio van het tropisch naaldwoud. De temperaturen fluctueren tussen 15 en 23 graden boven nul zijn hiermee gemiddeld 7 a 8 graden lager dan in de laaglanden, waar het vooral 's zomers benauwd kan zijn. De laagstgemeten temperatuur van de Filipijnen, 6.3 graden Celsius, werd hier op 18 januari 1961 gemeten.
Baguio is daarom de zomerhoofdstad van het land. In principe elke zomer verhuizen de regeringsinstanties van Manilla naar Baguio.

## Geschiedenis
Op 1 september 1903 werd Baguio een zogenaamde chartered city.
In 1978 was de stad het toneel van de tweekamp om het wereldkampioenschap schaken tussen Anatoli Karpov en Viktor Kortsjnoj. Het Filipijnse bestuurslid van de FIDE Florencio Campomanes had hiervoor van zijn vriend Ferdinand Marcos het presidentiële zomerverblijf ter beschikking gekregen. Het leverde hem vier jaar later het presidentschap van de FIDE op.

## Geografie

### Bestuurlijke indeling
Baguio is onderverdeeld in de volgende 129 barangays:
| - A. Bonifacio-Caguioa-Rimando - Abanao-Zandueta-Kayong-Chugum - Alfonso Tabora - Ambiong - Andres Bonifacio - Apugan-Loakan - Asin Road - Atok Trail - Aurora Hill Proper - Aurora Hill, North Central - Aurora Hill, South Central - BGH Compound - Bagong Lipunan - Bakakeng Central - Bakakeng North - Bal-Marcoville - Balsigan - Bayan Park East - Bayan Park Village - Bayan Park West - Brookside - Brookspoint - Cabinet Hill-Teacher's Camp - Camdas Subdivision - Camp 7 - Camp 8 - Camp Allen - Campo Filipino - City Camp Central - City Camp Proper - Country Club Village - Cresencia Village - DPS Area - Dagsian, Lower - Dagsian, Upper - Dizon Subdivision - Dominican Hill Mirador - Dontogan - Engineers' Hill - Fairview Village - Ferdinand - Fort del Pilar - Gabriela Silang | - General Emilio F. Aguinaldo - General Luna, Lower - General Luna, Upper - Gibraltar - Greenwater Village - Guisad Central - Guisad Sorong - Happy Hollow - Happy Homes - Harrison-Claudio Carantes - Hillside - Holy Ghost Extension - Holy Ghost Proper - Honeymoon - Imelda R. Marcos - Imelda Village - Irisan - Kabayanihan - Kagitingan - Kayang Extension - Kayang-Hilltop - Kias - Legarda-Burnham-Kisad - Liwanag-Loakan - Loakan Proper - Lopez Jaena - Lourdes Subdivision Extension - Lourdes Subdivision, Lower - Lourdes Subdivision, Proper - Lualhati - Lucnab - MRR-Queen Of Peace - Magsaysay Private Road - Magsaysay, Lower - Magsaysay, Upper - Malcolm Square-Perfecto - Manuel A. Roxas - Market Subdivision, Upper - Middle Quezon Hill Subdivision - Military Cut-off - Mines View Park - Modern Site, East - Modern Site, West | - New Lucban - Outlook Drive - Pacdal - Padre Burgos - Padre Zamora - Palma-Urbano - Phil-Am - Pinget - Pinsao Pilot Project - Pinsao Proper - Pucsusan - Puliwes - Quezon Hill Proper - Quezon Hill, Upper - Quirino Hill, East - Quirino Hill, Lower - Quirino Hill, Middle - Quirino Hill, West - Quirino-Magsaysay, Upper - Rizal Monument Area - Rock Quarry, Lower - Rock Quarry, Middle - Rock Quarry, Upper - SLU-SVP Housing Village - Saint Joseph Village - Salud Mitra - San Antonio Village - San Luis Village - San Roque Village - San Vicente - Sanitary Camp South - Sanitary Camp, North - Santa Escolastica - Santo Rosario - Santo Tomas Proper - Santo Tomas School Area - Scout Barrio - Session Road Area - Slaughter House Area - South Drive - Teodora Alonzo - Trancoville - Victoria Village |

## Demografie
Baguio had bij de census van 2007 een inwoneraantal van 301.926 mensen. Dit zijn 49.540 mensen (19,6%) meer dan bij de vorige census van 2000. De gemiddelde jaarlijkse groei komt daarmee uit op 2,50%, hetgeen iets hoger is dan het landelijk jaarlijks gemiddelde over deze periode (2,04%). Vergeleken met de census van 1995 is het aantal mensen met 75.043 (33,1%) toegenomen.
De bevolkingsdichtheid van Baguio was ten tijde van de laatste census, met 301.926 inwoners op 57,5 km², 5.250,9 mensen per km².

## Stedenband
- Honolulu (Verenigde Staten)
- Vaughan (Canada)

## Geboren in Baguio
- Salvador Barros (21 februari 1910), schrijver en dichter (overleden 1940);
- Carlito Cenzon (25 januari 1939), bisschop (overleden 2019);
- Bienvenido Nebres (15 maart 1940), universiteitsbestuurder;
- Roberto Cruz (21 november 1941), bokser;
- Delia Domingo-Albert (11 augustus 1942), diplomaat en minister;
- Kidlat Tahimik (3 oktober 1942), nationaal kunstenaar in de Filipijnen;
- Robert Jaworski (8 maart 1946), basketballer en politicus;
- Gregorio Honasan (14 maart 1948), senator;
- Marvic Leonen (29 december 1962), rechter;
- Eduard Folayang (22 november 1983), vechtsporter;
- Kylie Verzosa (7 februari 1992), Miss Filipijnen.